# إرميسيند من لوكسمبورغ
إرميسيند من لوكسمبورغ (حوالي. 1080 - 24 يونيو 1143) كانت كونتيسة نامور من زواجها الثاني من غودفري الأول، كونت نامور، هي أبنة كونراد الأول، كونت لوكسمبورغ وكلمينتيا دي آكيتاين، أصبحت الوريثة لوكسمبورغ بعد وفاة أبن أخيها كونراد الثاني، ولكنها تنازلت لصالح أبنها هنري.